# Nico Blontrock
Nico Blontrock (Brugge, 1 maart 1963) is een voormalige Belgische journalist, radiofiguur en auteur, die vooral in zijn eigen provincie, West-Vlaanderen, actief was. Vanaf 1 januari 2019 werd hij schepen van Brugge, met de bevoegdheid cultuur.

## Media
Zijn eerste journalistieke stappen zette Blontrock in het persbureau van Filip Van Belle in Brugge. In de jaren 80 werd hij door zijn werk bij de Brugse zender VBRO in Brugge bekend onder zijn pseudoniem Erik Deboodt, en met zijn uitspraak "Deboodt, met dt". Men verzorgde toen onder meer het West-Vlaamse nieuws voor de openbare omroep VRT, waardoor Blontrock in contact kwam met deze omroep. Na een tussenstap bij de toenmalige Nachtradio, stond hij mee aan de wieg van de nieuwe VRT-radiozender Radio Donna. Nadien maakte hij als presentator de overstap naar Radio 2 West-Vlaanderen, waar hij onder meer het ochtendblok presenteerde. Hij bleef dit doen tot zijn overstap naar de politiek. Sinds dan ging hij achter de schermen aan de slag bij de Oost-Vlaamse afdeling van Radio 2.
Blontrock bleef daarnaast nog actief als freelancejournalist.

## Televisie
Naast zijn werk voor de radio was Blontrock ook te horen op televisie. Hij verzorgde vaak de stem van de geluidsfragmenten in Het Journaal op de VRT-kanalen en op die van de West-Vlaamse regionale omroep Focus-WTV. Blontrock stond ook in voor die van Het Nieuws op VTM. Blontrock sprak ook heel wat spots in tijdens het reclameblok op Focus-WTV.

## Politiek
In 2018 stapte hij in de lokale politiek. Bij de verkiezingen dat jaar stond hij op de Brugse CD&V-lijst. Hij werd verkozen en werd in de nieuwe coalitie aangeduid als schepen van cultuur.
Deze bevoegdheid houdt in: de coördinatie van het cultuurbeleid, de openbare bibliotheek, het cultuurcentrum, het stads- en ocmw-archief, de musea, de erfgoedcel, de archeologische dienst 'raakvlak', de sociaal-culturele verenigingen, de uitleendienst, het kostuumatelier, de zaalverhuur.

## Lokale activiteiten
- Blontrock was via het Comité voor Initiatief nauw betrokken bij verscheidene Brugse evenementen en activiteiten, zoals het Reiefeest, de Gouden Boomstoet en het zangspektakel Vlaanderen Zingt. Daarnaast is hij ook auteur van verschillende boeken en boekjes over de stad Brugge.
- Hij was twee jaar actief als stadionomroeper bij Cercle Brugge. Hij werd opgevolgd door Eric Van Maldeghem. In 2015 werd Van Maldeghem opgevolgd door Nick Blontrock, de zoon van Nico Blontrock.[4]